# Destiny (singel)
Destiny – singel The Jacksons z albumu Destiny. Został wydany tylko w Wielkiej Brytanii.
Utwór był wykonywany na żywo podczas Destiny Tour.

## Lista Utworów
1. Destiny
2. Blame It on the Boogie
3. That’s What You Get (for Being Polite)

## Notowania
| Lista (1979)     | Najwyższa pozycja |
| ---------------- | ----------------- |
| UK Singles Chart | 39                |